# Ptychadena arnei
Ptychadena arnei är en groddjursart som beskrevs av Perret 1997. Ptychadena arnei ingår i släktet Ptychadena och familjen Ptychadenidae. IUCN kategoriserar arten globalt som otillräckligt studerad. Inga underarter finns listade i Catalogue of Life.